# Осмуссааре
О́смуссааре (эст. Osmussaare), также Уденсхольм (швед. Odensholm),, ранее Оденсгольм (нем. Odensholm, Odinsholm) — деревня в волости Ляэне-Нигула уезда Ляэнемаа, Эстония.
До административной реформы местных самоуправлений Эстонии 2017 года входила в состав волости Ноароотси (упразднена).

## География и описание
Расположена на острове Осмуссаар и охватывает всю его территорию, которая, в свою очередь, является ландшафтным заповедником. Высота над уровнем моря — 8 метров.
Климат умеренный. Официальный язык — эстонский. Почтовый индекс — 91217.

## Население
По переписи населения 2021 года, в  Осмуссааре насчитывалось 4 жителя, все — эстонцы.
По данным переписи населения 2011 года в деревне проживали 6 человек, также все — эстонцы.
Численность населения деревни Осмуссааре по данным переписей населения:
| Год  | 1979 | 1989 | 2000 | 2011 | 2021 |
| ---- | ---- | ---- | ---- | ---- | ---- |
| Чел. | 11   | ↘ 7  | ↘ 0  | ↗ 6  | ↘ 4  |

## История
Остров Осмуссаар впервые упоминается примерно в 1250 году (Hothensholm), о деревне сведения имеются с 1429 года.

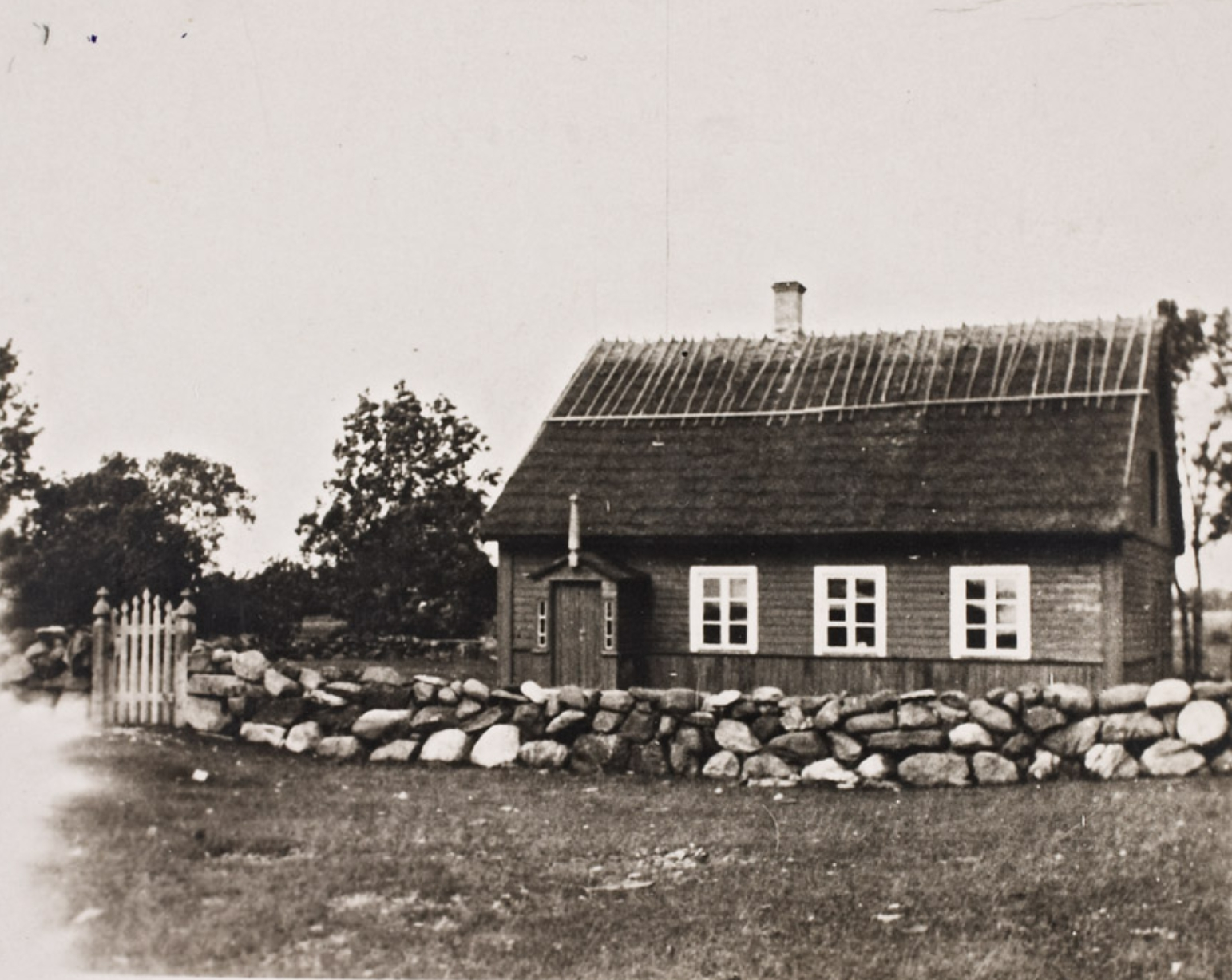
Школа в Уденсхольме, прим. 1920 год

До июня 1940 года остров был заселён прибрежными шведами. Шведы называли остров Оденсхольм, поскольку по легенде на острове похоронен О́дин, самый главный бог Скандинавии, вместе со своими богатствами. В 1934 году в деревне проживали 125 человек, здесь было 14 дворов, часовня (вспомогательная церковь Иисуса, первая построена в 1624 году; каменное здание, построенное в 1766 году, также использовалось как морской знак), два лодочных причала и школа. Жители деревни долгое время были коронными лоцманами кораблей, ходивших в Хаапсаллу и Пярну. В 1938 году здесь впервые в Эстонии началась переработка трески: копчение и изготовление рыбьего жира. В 1765 году был построен каменный резервуар для предотвращения образования прибрежных рифов, в 1850 году построен новый маяк (разрушен 2 декабря 1941 года и восстановлен в 1954 году).
Эстонское название деревни впервые появляется в переписи населения Эстонской Республики 1922 года. C 1997 официальным названием деревни на шведском языке является Уденсхольм (Odensholm).

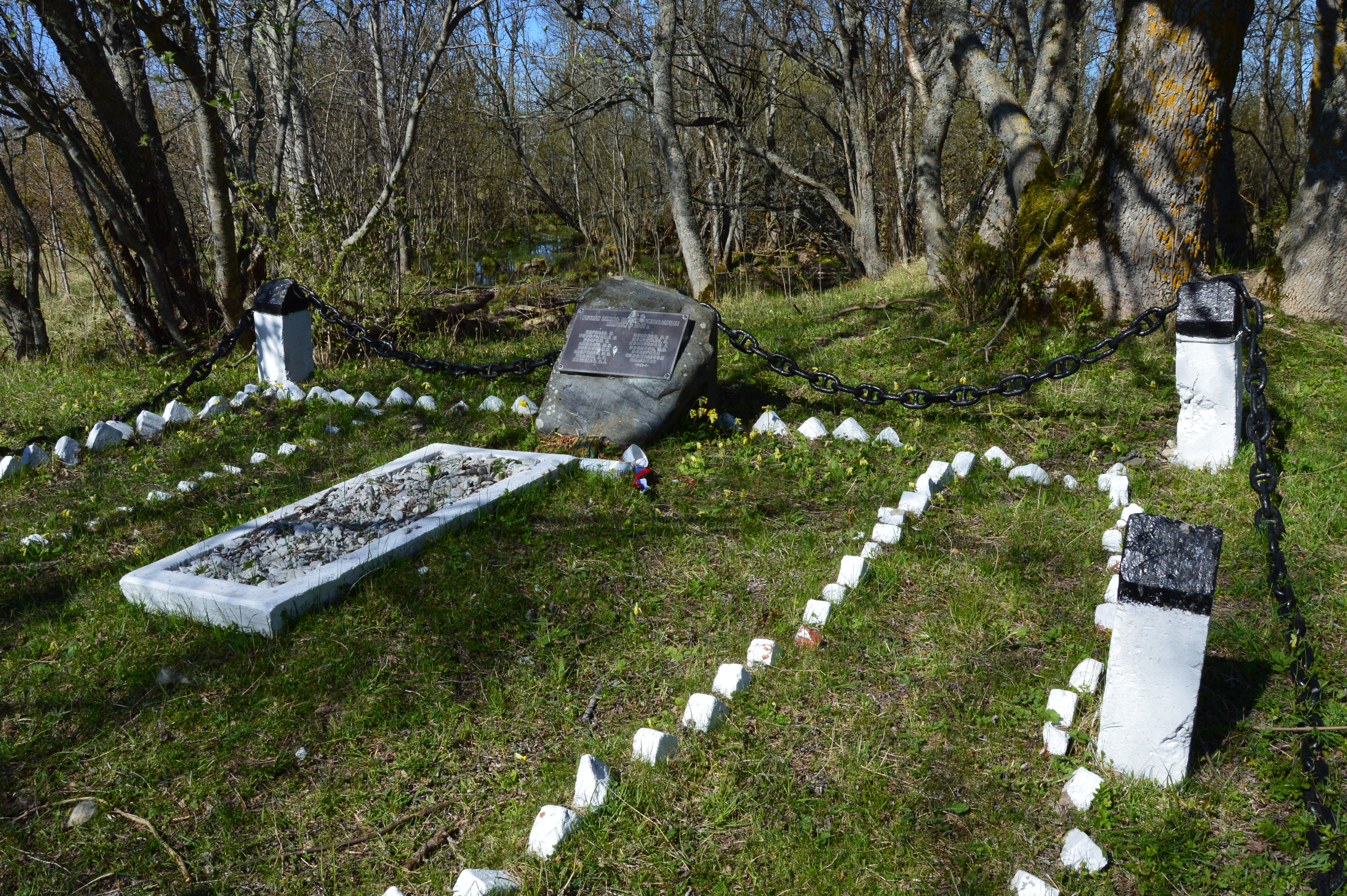
Советский памятник на братской могиле павших во II мировой войне в Осмуссааре, 2015 год. Ликвидирован в 2023 году

В июне 1940 года на Осмуссааре, согласно договору между Эстонской Республикой и Советским Союзом, была создана советская военная база (она располагалась там до 1992 года), и жители были вынуждены покинуть остров. В 1941 году Осмуссаар был последним оплотом Красной армии в Эстонии, сданным немецко-фашистским войскам.
В советское время на территории деревни был создан мемориал красноармейцам, павшим при обороне острова от немецко-фашистских захватчиков в 1941 году, с надписью «Вечная память героям-осмуссаарцам, павшим в 1941 г. [15 имён]». В протоколе от 30 ноября 2022 года рабочая группа по советским памятникам при Госканцелярии Эстонии признала памятник «красным монументом», подлежащим удалению из общественного пространства. Комиссии по военным захоронениям была дана рекомендация проверить наличие братской могилы (см. Список советских военных памятников Эстонии).
Сегодня в деревне есть радиомаяк, радионавигационная станция и метеорологическая обсерватория.

## Галерея

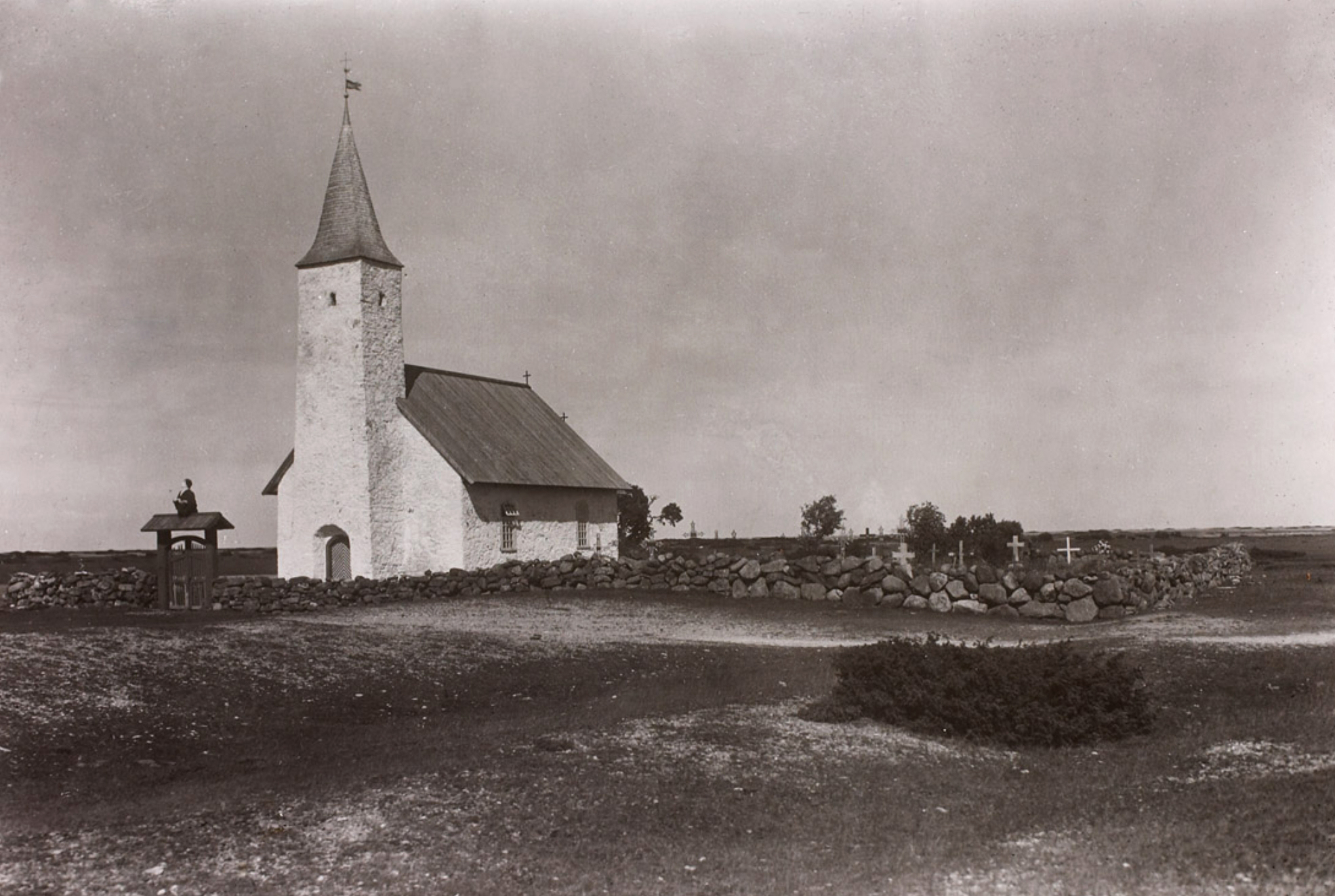
Часовня, прим. 1920 год
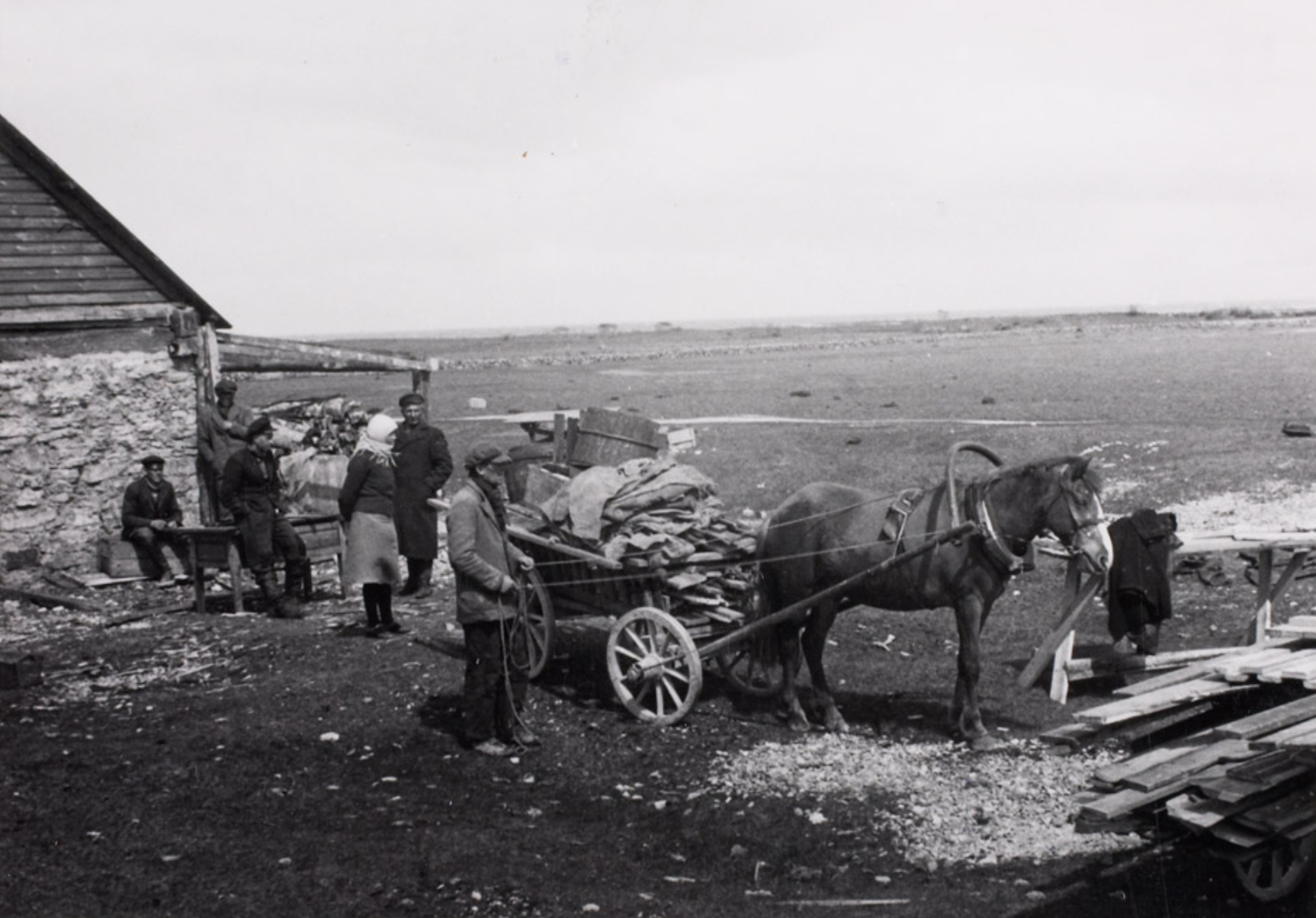
Принудительный отъезд жителей Осмуссааре, 1940 год
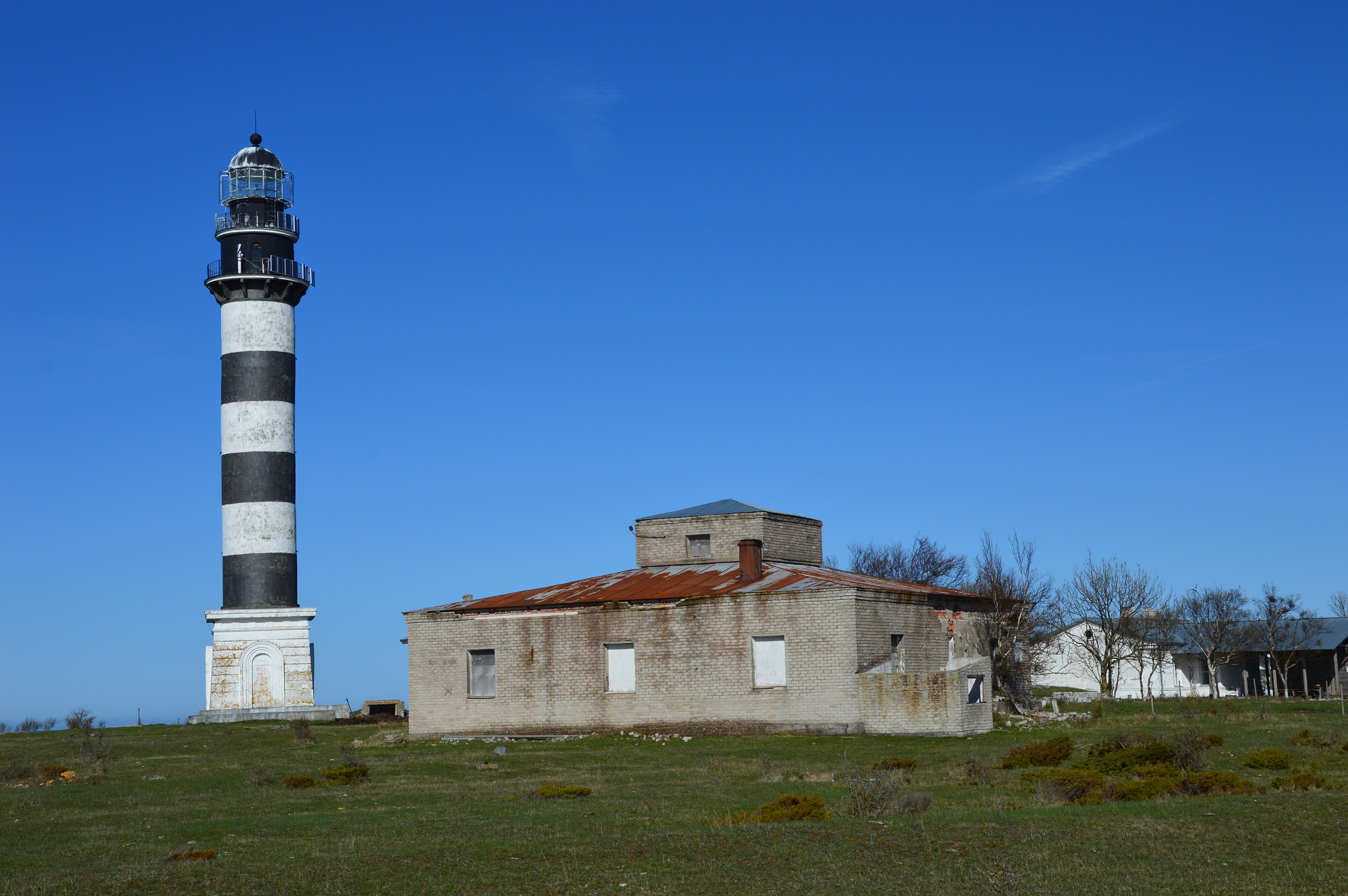
Маяк
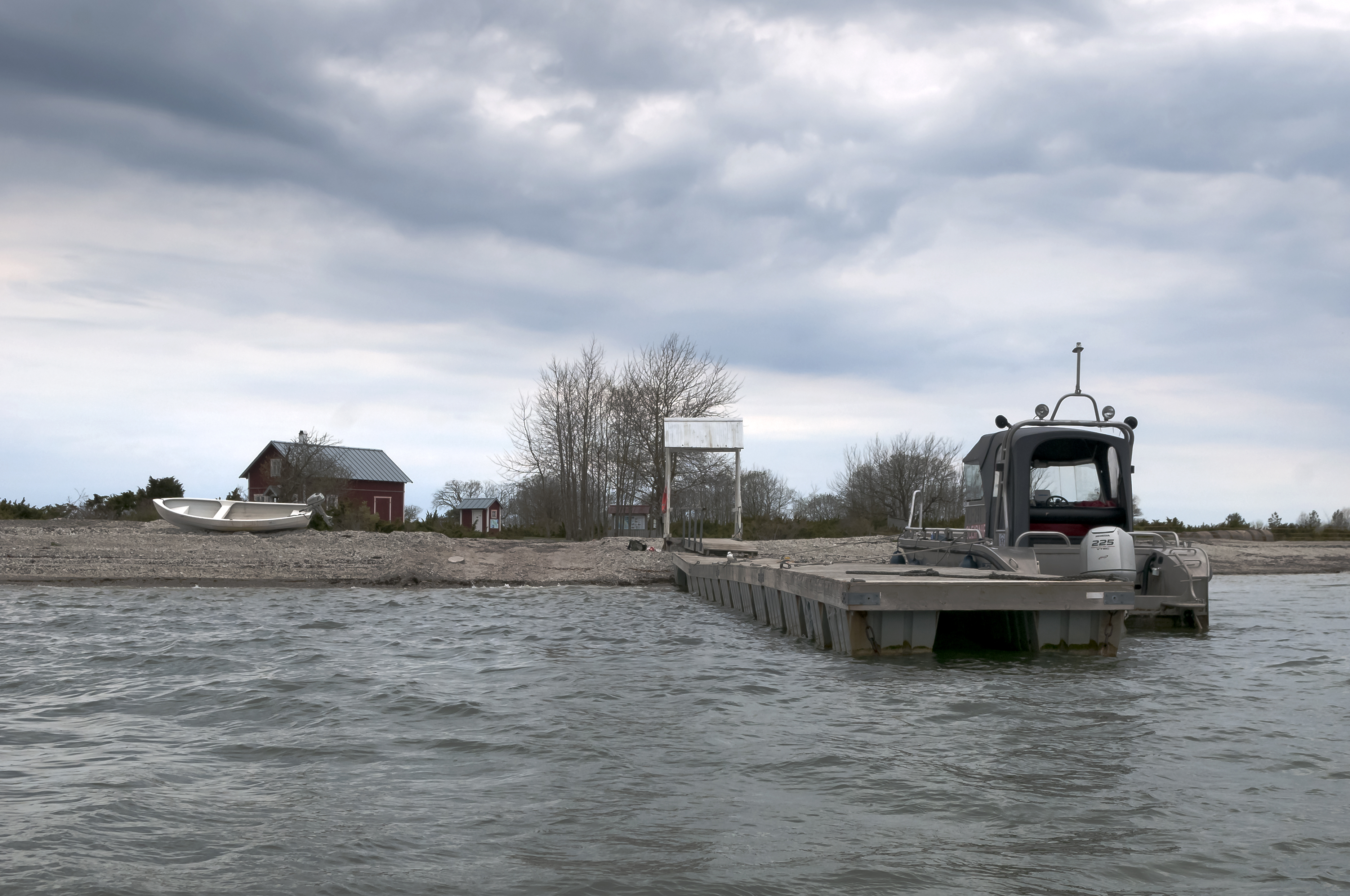
Лодочный причал
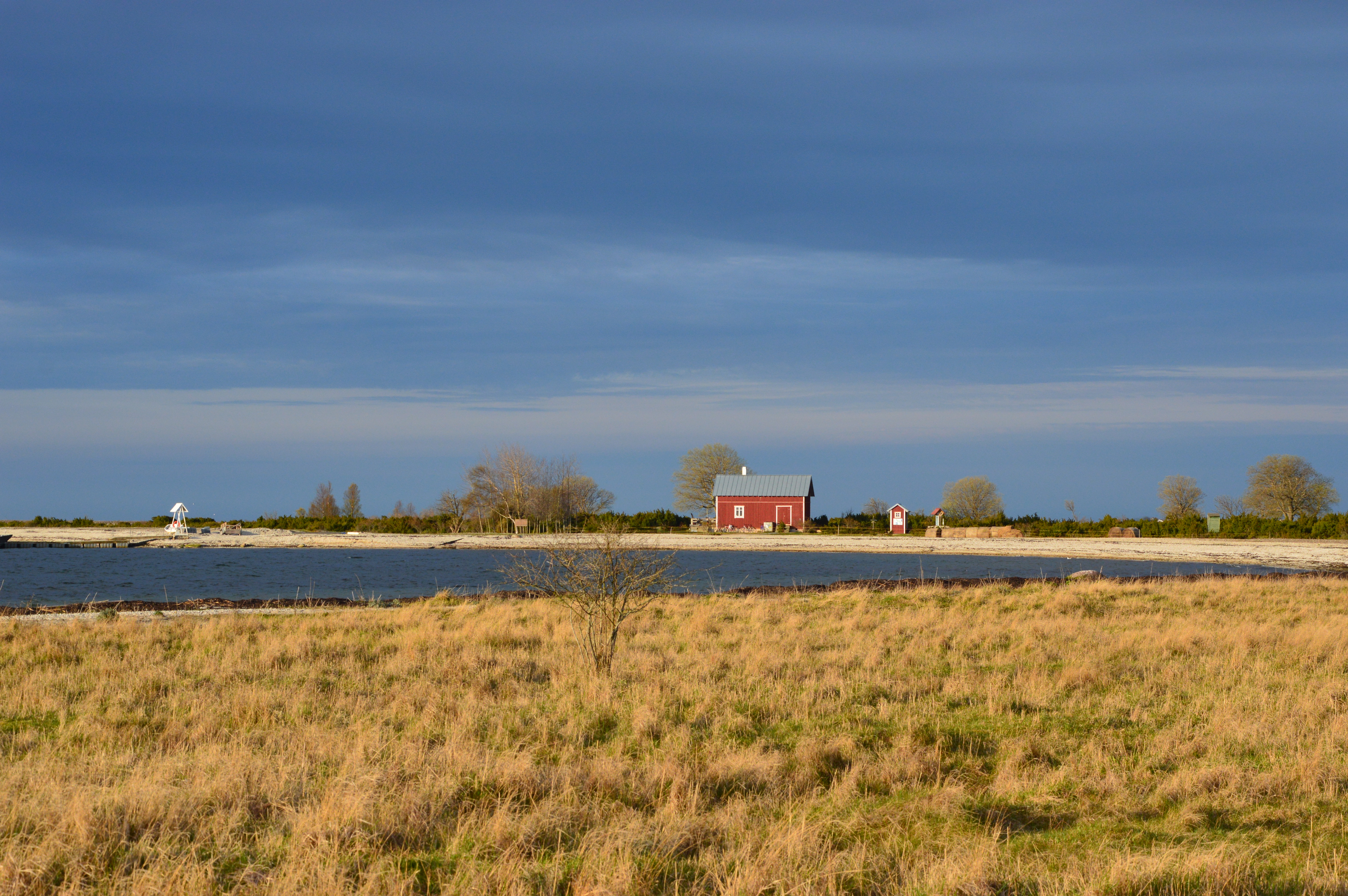
Южная часть Осмуссааре
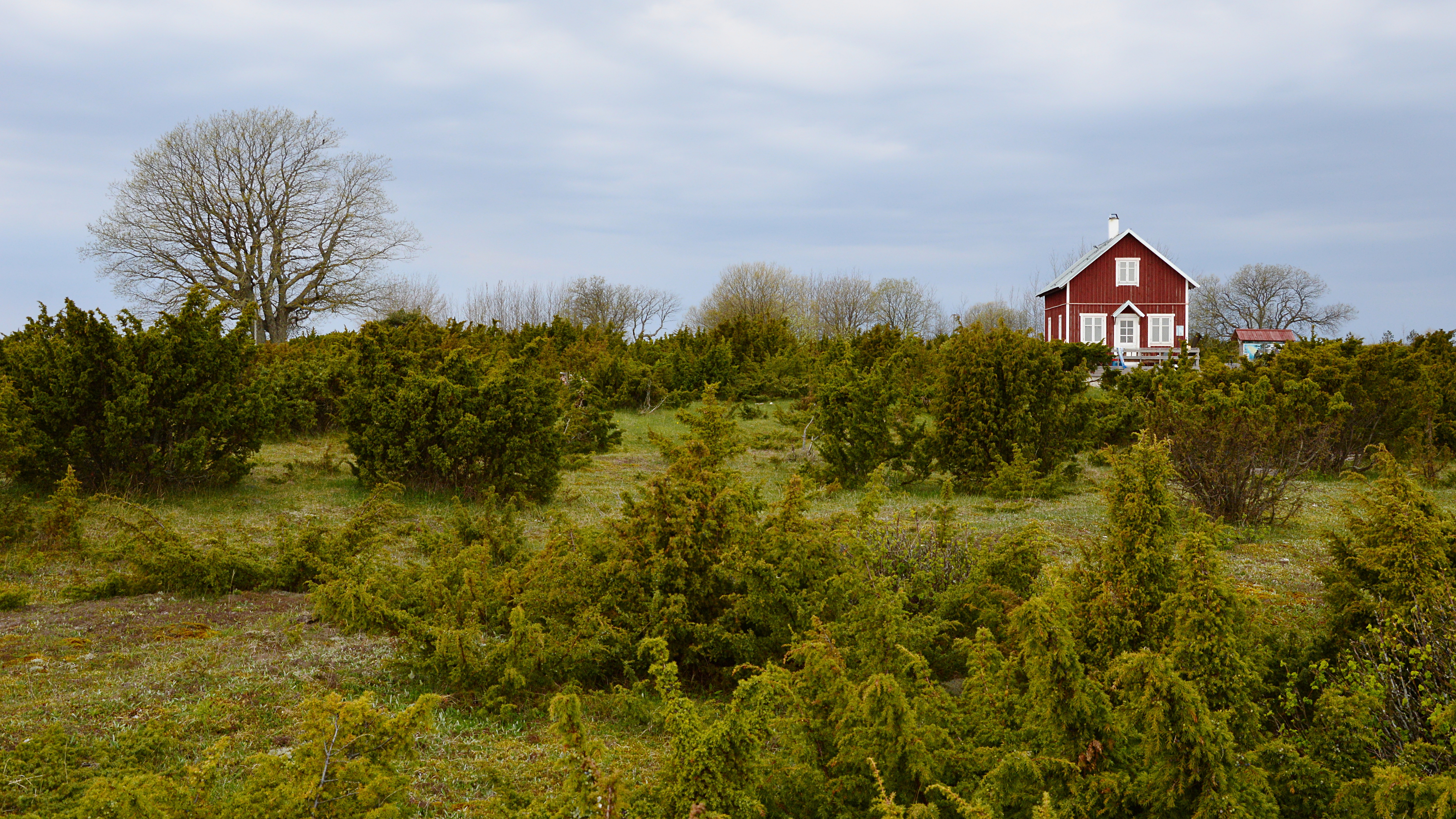
Юго-западная часть Осмуссааре
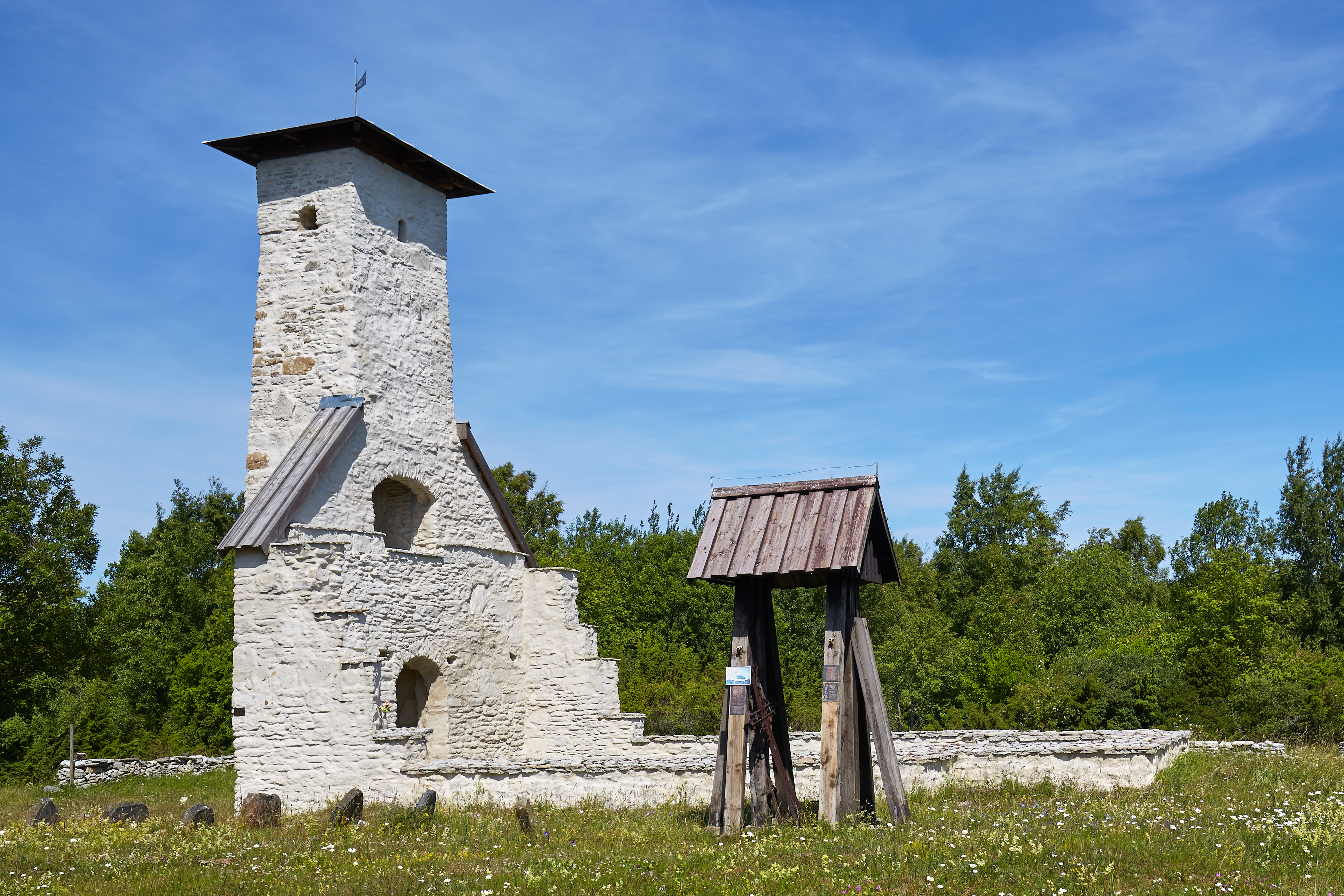
Руины часовни (памятник культуры)
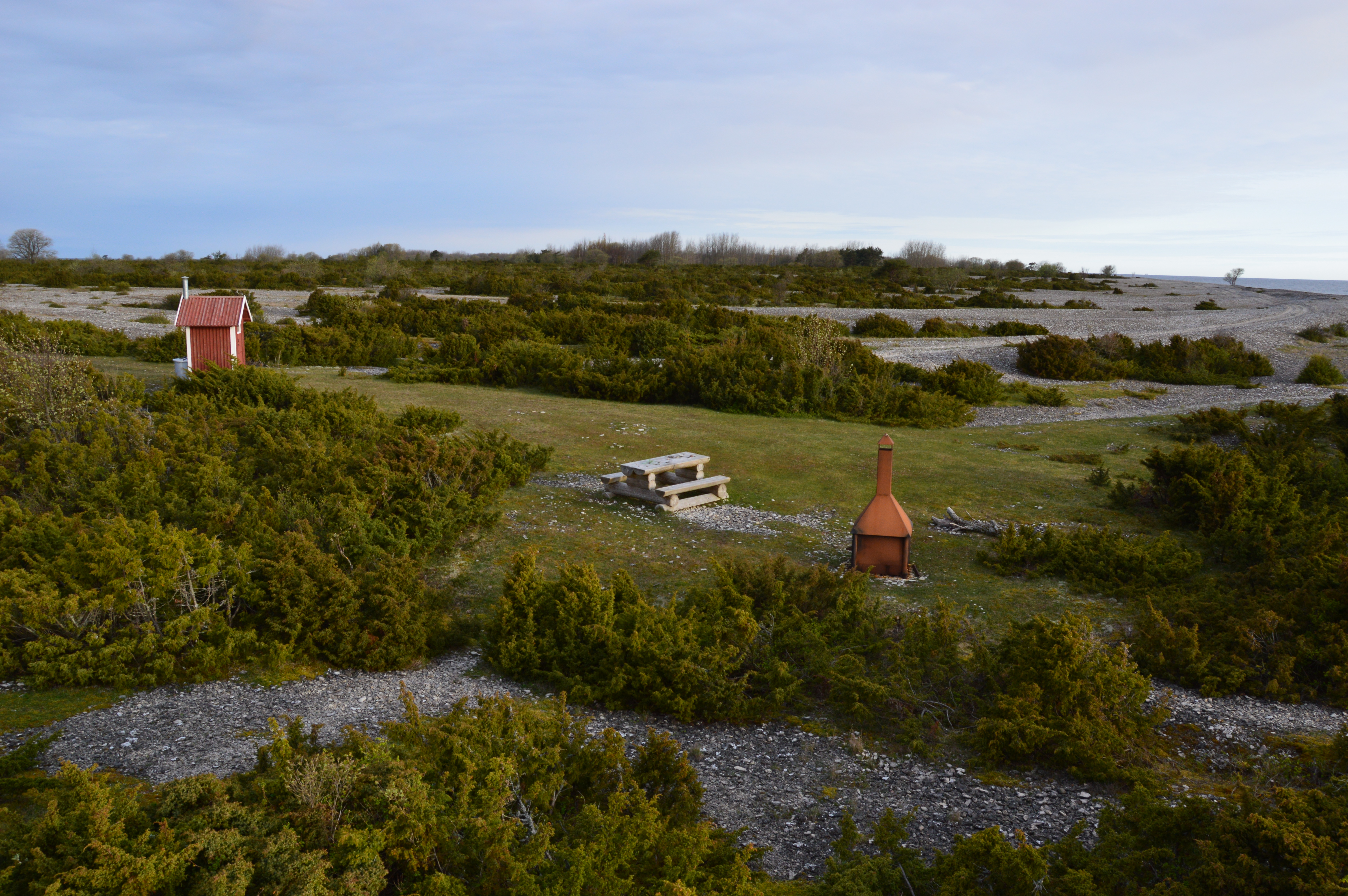
Место для отдыха
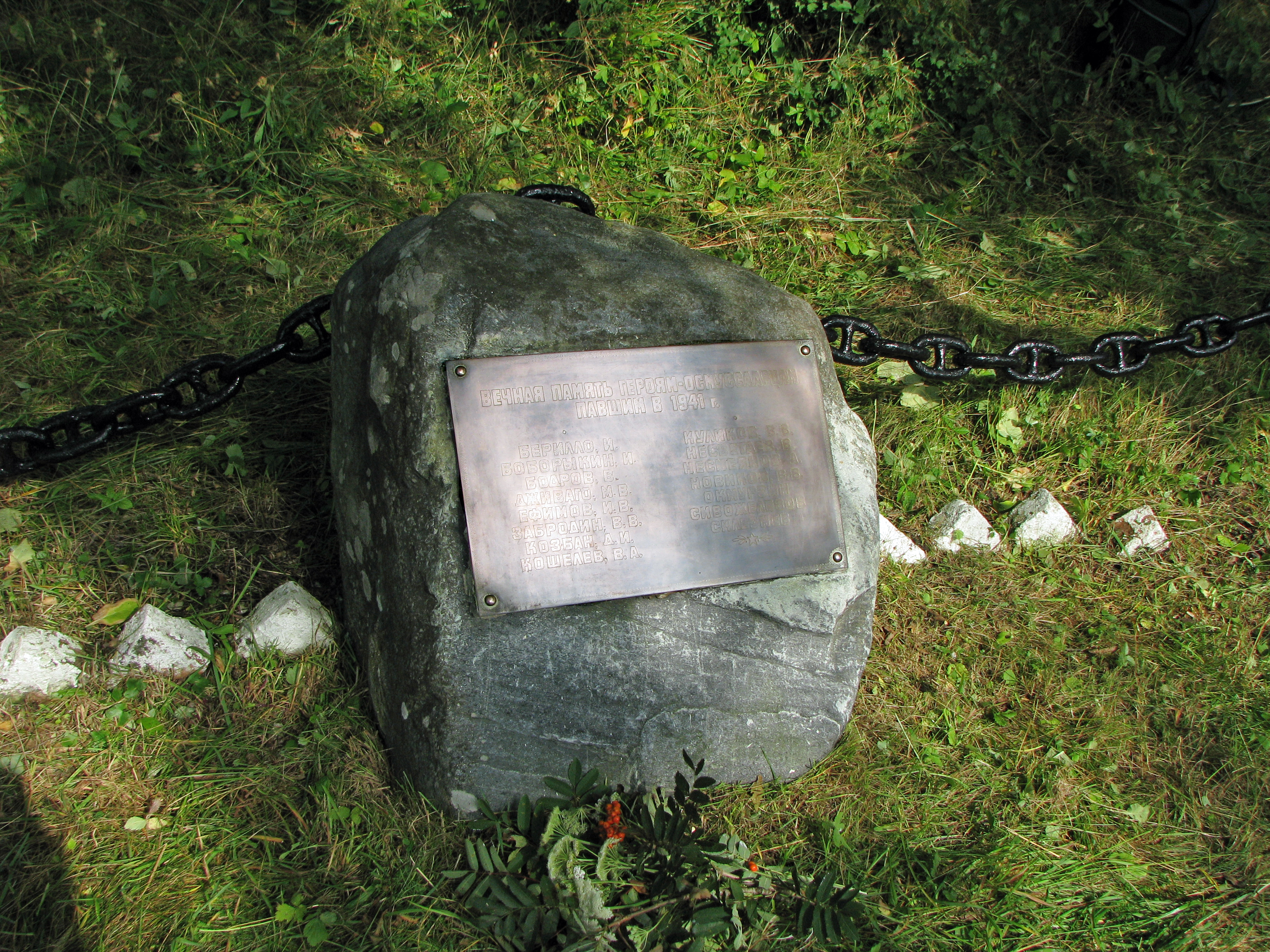
Памятный камень красноармейцам в Осмуссааре. Ликвидирован в 2023 году
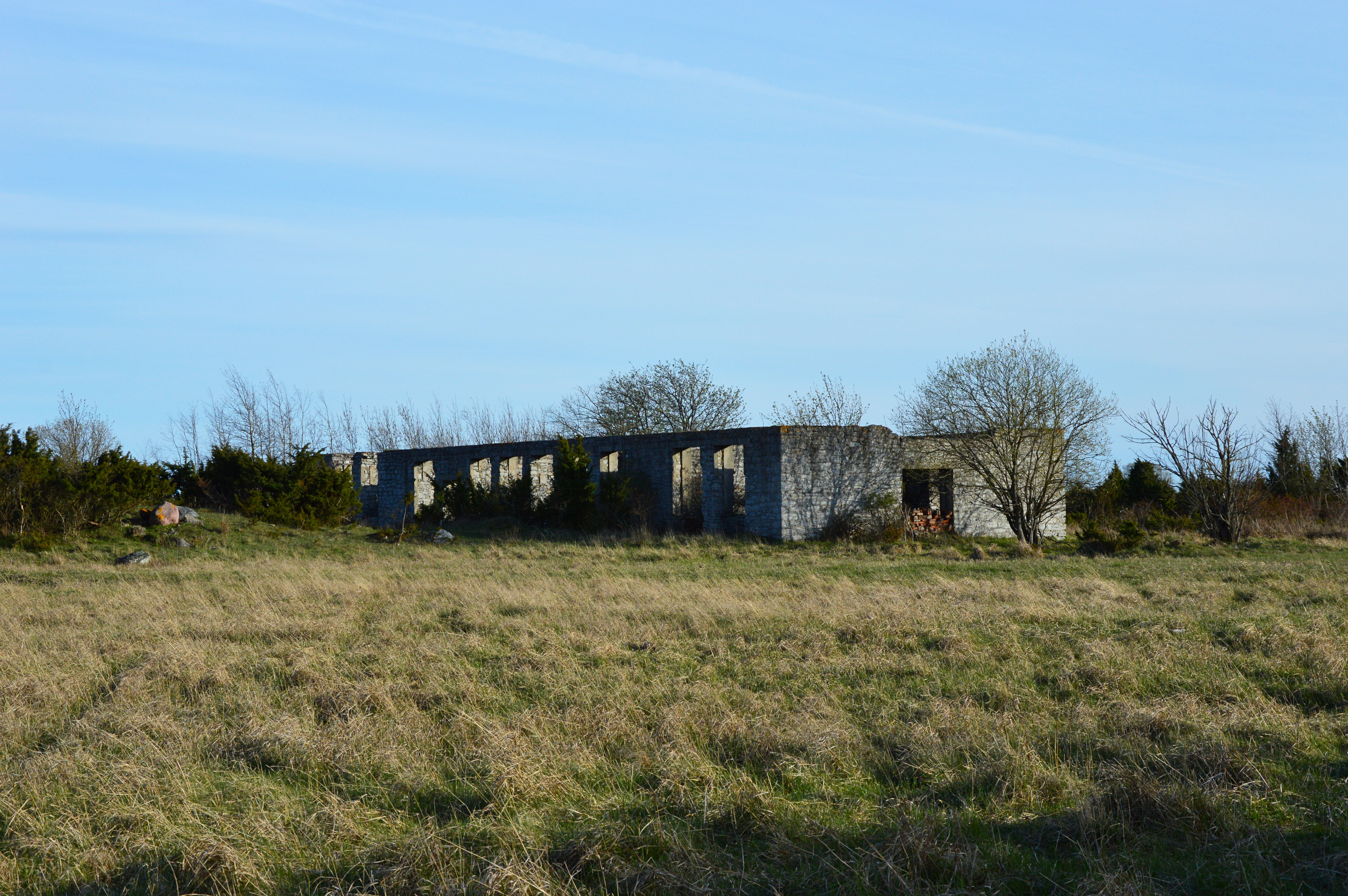
Руины военных зданий